# Giovanni Battista Ramusio
Giovanni Battista Ramusio (Trevise 20 juillet 1485-Padoue 10 juillet 1557) est un géographe italien.

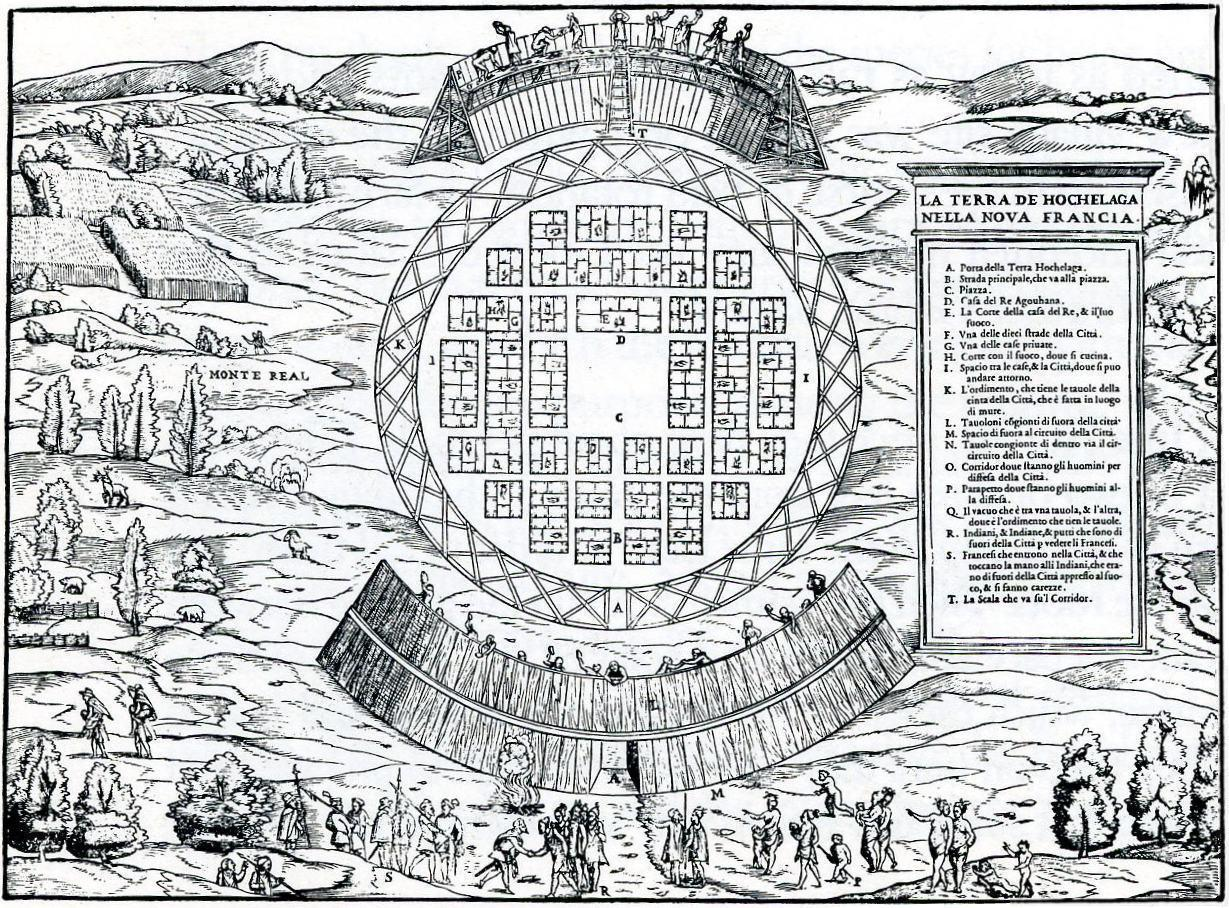
Plan La Terra De Hochelaga Nella Nova Francia, avec à gauche, le Monte Real, plan dessiné par Giacomo Gastaldi, illustration tirée du livre Delle Navigationi et Viaggi.

## Biographie
Né à Venise, fils d'un magistrat de la ville, il est secrétaire de l'ambassadeur et futur doge Alvise Mocenigo à vingt ans et termine sa carrière comme secrétaire du puissant Conseil des Dix à partir de 1555.
Il remplit plusieurs missions diplomatiques comme ambassadeur de Venise en France, en Suisse, à Rome. Lors de son séjour à la cour du roi de France Louis XII, il s’intéresse aux explorations françaises en Amérique du Nord, notamment celle de Jacques Cartier. Dès cette époque il montre de l'habileté dans le dessin de cartes géographiques; par la suite il dressera des cartes détaillées de tous les nouveaux ports commerciaux ; une carte avec les ports méditerranéens a été peinte par lui dans les appartements du Palais des Doges.
Il a eu un fils, Paolo.

## Delle Navigationi et Viaggi
La grande œuvre de Ramusio est un recueil de traités géographiques, le premier de l'époque moderne, intitulé Delle Navigationi et Viaggi, en six volumes (Venise, 1550-1559), souvent réimprimé. Ce travail monumental est le précurseur d'une vaste production littéraire géographique, dont, immédiatement après lui, celle de Richard Hakluyt.
Cet ouvrage compile des récits géographiques dus à divers auteurs : Marco Polo, Nicolò de' Conti, Magellan, Álvar Núñez Cabeza de Vaca, Josaphat Barbaro, ainsi qu'une traduction de la Description de l'Afrique faite par Léon l'Africain (J. Temporal, Lyon, 1566).
C'est dans ce recueil, sur la carte La Terra De Hochelaga Nella Nova Francia que l'on trouve situé pour la première fois le Mont Royal sous le nom de Monte Reale et la représentation schématique de la bourgade iroquoienne de Hochelaga, première agglomération de la future ville de Montréal. Les cartes de Navigationi e Viaggi sont de Giacomo Gastaldi.
Le récit de Marco Polo se trouve dans le deuxième (premières éditions) ou troisième volume des Navigazioni e Viaggi. Le texte est réécrit et inclut des additions ou modifications nombreuses, parfois importantes (meurtre d'Achmat, description de Hangzhou, retrait du prénom Marco dans le chapitre sur Xangyang), ou parfois « générant une nuée de difficultés » (Yule) ; l'ensemble « ne peut pas être retenu comme l'une des trois rédactions principales » (Baldelli Boni). Ce texte de Ramusio a servi de base à la première édition scientifique du Livre de Marco Polo, l'édition anglaise de William Marsden (1812).

## Œuvres
- Giovanni Battista Ramusio, Navigazioni e Viaggi, texte établi par Marica Milanesi avec annotations, six volumes, Turin, éd. Einaudi, 1978-1988.
- Giovanni Battista Ramusio, Navigazioni e Viaggi, collection des six volumes de Marica Milanesi, texte seul, sans annotations, édition électronique en un fichier pdf sur liberliber.it, 2791 pp., 20 Mo.
- Giovanni Battista Ramusio, Navigazioni e Viaggi, second volume contenant le Livre de Marco Polo et La fleur des histoires de la terre d'Orient de Hayton, première édition, 1559, sur digi.ub.uni-heidelberg.de, sur archive.org.
- Giovanni Battista Ramusio, Navigazioni e Viaggi, le Livre de Marco Polo, édition électronique de l'université de Venise.